# تئوری جدایی صندوق‌های سرمایه‌گذاری
در تئوری پرتفولیو، اصل جدایی صندوق‌های سرمایه‌گذاری مشترک، در شرایط مطمئن اصل صندوق‌های سرمایه‌گذاری مشترک یا اصل جدایی بیان کننده این مطلب است، هر پرتفولیو بهینه سرمایه‌گذار می‌تواند به وسیله انتخاب نسبت مناسبی از صندوق‌های سرمایه‌گذاری مشترک ساخته شود؛ که تعداد صندق‌های سرمایه‌گذاری مشترک کمتر از تعداد دارای‌های منفرد در این پرتفولیو است. در اینجا یک صندوق سرمایه‌گذاری مشترک به معیار خاص پرتفولیو از دارای‌های در دسترس اشاره دارد. اصل صندوق‌های سرمایه‌گذاری دارای دو مزیت می‌باشد. اول :اگر شرایط مناسب به وجود آمد ممکن است ساده‌تر باشد (هزینه مبادله کمتر) که تعداد کمتری از صندوق‌های‌های سرمایه‌گذاری مشترک را به جای تعداد بیشتری دارای منفرد بخریم.
دوم: از نظر تئوری و تجربی اگر فرض شود که شرایط راضی کننده باشد پیامد عملکرد بازارهای داری‌ها می‌تواند مشتق شده و تست شده باشد.

## تحلیل میانگین واریانس جدایی پرتفولیو
پرتفولیو می‌تواند در چهارچوب میانگین واریانس تحلیل شود، هر سرمایه‌گذار با انتخاب یک پرتفولیو با سطح خاصی از نرخ بازده مورد انتظار خواستار کمترین واریانس (ریسک) ممکن برای پرتفولیو می‌باشد.
No risk-free asset
Minimize {\displaystyle \sigma ^{2}}
subject to
{\displaystyle X^{T}r=\mu }
and
{\displaystyle X^{T}1=W}
۲σ: واریانس پرتفوی
U: سطحی از بارده پرتفوی با کمترین ریسک
R:بازدهی دارای
X:وزن دارای‌های پرتفوی
W:وزن پرتفوی
T:ترانهاده ماتریس
{\displaystyle \sigma ^{2}=X^{T}VX,} where {\displaystyle V}
V: ماتریس کوواریانس نامعین مثبت
تابع لاگرانژ برای این مسئله بهینه‌سازی به صورت زیر می‌باشد
{\displaystyle L=X^{T}VX+2\lambda (\mu -X^{T}r)+2\eta (W-X^{T}1),}
η، λ:ضرایب لاگرانژ
این فرمول می‌تواند برای برداری بهینه مثلx از مقادیر دارایی که به وسیلهٔ برابر قرار دادن مشتقات نسبت به x، λ، ηحل می‌شود. شرایط مرتبه اول را برای xبر حسب λ و η حل می‌کنیم و معادله را بر حسب λ و ηبه دست می‌آوریم و با جایگذاری مقدار x به دست می‌آید.
{\displaystyle X^{\mathrm {opt} }={\frac {W}{\Delta }}[(r^{T}V^{-1}r)V^{-1}1-(1^{T}V^{-1}r)V^{-1}r]+{\frac {\mu }{\Delta }}[(1^{T}V^{-1}1)V^{-1}r-(r^{T}V^{-1}1)V^{-1}1]}
که در آن:
{\displaystyle \Delta =(r^{T}V^{-1}r)(1^{T}V^{-1}1)-(r^{T}V^{-1}1)^{2}>0.}
برای سادگی می‌توان فرمول را به این شکل نوشت:
{\displaystyle X^{\mathrm {opt} }=\alpha W+\beta \mu }
که در آن α و βپارامتر برداری بر مبنای پارامترهای مدل اصلی می‌باشند. اکنون دو معیار پرتفولیو کارا را در نظر بگیرید که به وجود آمده از نرخ بازده مورد انتظار u1 و u2 هستند.
{\displaystyle X_{1}^{\mathrm {opt} }=\alpha W+\beta \mu _{1}}
و
{\displaystyle X_{2}^{\mathrm {opt} }=\alpha W+\beta \mu _{2}.}
پرتفوی بهینه فرضی u3 می‌توان میانگین وزنی از{\displaystyle X_{1}^{\mathrm {opt} }} و {\displaystyle X_{2}^{\mathrm {opt} }} به دست آورد به صورت زیر
{\displaystyle X_{3}^{\mathrm {opt} }=\alpha W+\beta \mu _{3}={\frac {\mu _{3}-\mu _{2}}{\mu _{1}-\mu _{2}}}X_{1}^{\mathrm {opt} }+{\frac {\mu _{1}-\mu _{3}}{\mu _{1}-\mu _{2}}}X_{2}^{\mathrm {opt} }.}
معادله بالا اصل جدایی دو صندق تحلیل میانگین واریانس ثابت می‌کند. برای تحلیل هندسی می‌توان به مدل مارکویتز مراجعه کرد.
One risk-free asset
اگر یک دارای بدون ریسک در دسترس باشد و تئوری جدایی دو صندوق اعمل شود، در این مورد یکی از صندوق‌ها می‌تواند یک صندوق بسیار ساده شامل دارای بدون ریسک باشد؛ و صندوق دیگر می‌تواند شامل دارای بدون ریسک نباشد؛ بنابراین میانگین واریانس یک پرتفولیو کارا به سادگی شکل بگیرد به عنوان ترکیب از دو صندوق ریسکی (صندوقی که فقط دارای ریسکی دارد) و صندوق غیر ریسکی (صندوقی که فقط دارای بدون ریسک دارد) باشد. مشتقات بالا اعمال نمی‌شوند v نشان دهنده کواریانس ماتریس همه دارای‌ها را نشان می‌دهد که یک سطر و ستون آن صفر است بنابراین معکوس پذیر نیست. در عوض مسئله می‌تواند به شکل مینیمم کردن واریانس فرموله شود.
Minimize {\displaystyle \sigma ^{2}}
subject to
{\displaystyle (W-X^{T}1)r_{f}+X^{T}r=\mu ,}
که در آن rf بازده بدون ریسک، X بردار تعداد دارای‌های ریسکی و r بردار ریسک مورد انتظار برای دارای‌های ریسکی است. سمت چپ معادله آخر نرخ بازده مورد انتظار پرتفولیو است که مقدار داخل پرانتز مقدار دارای‌های بدون ریسک پرتفولیو می‌باشد. ترکیب کردن دارای‌ها محدودیت‌ها را بیشتر می‌کند که در مرحله قبل در محدودیت لاگرانژ خواسته شده بود. تابع هدف می‌تواند به شکل {\displaystyle \sigma ^{2}=X^{T}VX} نوشت که در آن v کواریانس دارای ریسکی است. این مسئله بهینه‌سازی می‌تواند به عنوان بارده بردار بهینه دارای‌های ریکی نشان داده شود
{\displaystyle X^{\mathrm {opt} }={\frac {(\mu -Wr_{f})}{(r-1r_{f})^{T}V^{-1}(r-1r_{f})}}V^{-1}(r-1r_{f}).}
البته این برابر بردار صفر است اگر {\displaystyle \mu =Wr_{f}} باشد. بازده پرتفولیو بدون ریسک در صورتی که در دارای بدون ریسک سرمایه‌گذاری شده باشد. می‌توان نشان داد که پرتفولیوی بدون دارای ریسکی در این فرمول رخ می‌دهد {\displaystyle \mu ={\tfrac {Wr^{T}V^{-1}(r-1r_{f})}{1^{T}V^{-1}(r-1r_{f})}}} و در این حالت x* به این شکل به دست می‌آید
{\displaystyle X^{*}={\frac {W}{1^{T}V^{-1}(r-1r_{f})}}V^{-1}(r-1r_{f}).}
همچنین می‌توان نشان داد (شبیه به همان چیزی که در مورد صندوق‌های سرمایه‌گذاری مشترک نشان دادیم) که هر بردار پرتفولیو دارای ریسکی (که x بهینه برای هر مقدار ازμ) می‌توان به شکل ترکیب وزنی آخری و بردار صفر نوشت. برای توصیف هندسی به مرز کارامد و بدون دارای‌های ریسکی رجوع شود (the efficient frontier with no risk-free asset.)

## جدایی پرتفولیو بدون تحلیل مانگین واریانس
اگر سرمایه گذاران ریسک گریزی زیاد داشته باشد. اصل جدایی می‌تواند بدون تحلیل میانگین واریانس به دست آید. دیود و جوزف در سال ۱۹۷۰ نشان دادند که جدایی دو صندوق به وجود می‌آید اگر سرمایه گذاران ریسک گریزی زیادی داشته باشند با همان تابع مطوبیت.
اخیراً در بهینه‌سازی پرتفولیو پویا چاناک اغلو و اوزوکیجی سطح ثروت اولیه سرمایه‌گذار (ویژگی متمایز سرمایه‌گذار) بر روی ترکیب پرتفولیو بهینه ریسکی تأثیر نمی‌گذارد. همین نتیجه اشمدرز به دست آمده است.